# Аличур (село)
Аличур (тадж. Аличур) — село в Мургабском районе Горно-Бадахшанской автономной области Республики Таджикистан. Административный центр джамоата (сельской общины) Аличур Мургабского района.
Находится на расстоянии 100 км от райцентра (пгт. Мургаб).
Население — 1204 чел. (2017).